# 요한 게오르크 폰 호엔촐레른 공자

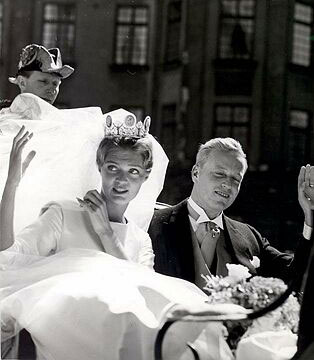
요한 게오르크 공자와 비르지타 공주의 결혼식

호엔촐레른 공자 요한 게오르크(Prince Johann Georg of Hohenzollern, 1932년 7월 21일 ~ 2016년 3월 2일)는 독일의 왕자였으며, 스웨덴 공주 비르지타와의 결혼을 통해 스웨덴의 칼 16세 구스타프의 매형이 되었다.
요한 게오르크 왕자는 프리드리히 폰 호엔촐레른 공자와 그의 아내 마르가레테 카롤라 폰 작센 공녀 사이에서 태어난 여섯 번째 자녀였다.